# Comuna Kalînivka, Demîdivka
Kalînivka (în ucraineană Калинівка) este o comună în raionul Demîdivka, regiunea Rivne, Ucraina, formată din satele Kalînivka (reședința) și Rudka.

## Demografie
Componența lingvistică a comunei Kalînivka
     Ucraineană (99,22%)
     Alte limbi (0,78%)
Conform recensământului din 2001, majoritatea populației comunei Kalînivka era vorbitoare de ucraineană (99,22%), existând în minoritate și vorbitori de alte limbi.